# Дикмайер, Деннис
Деннис Дикмайер (нем. Dennis Diekmeier; 20 октября 1989, Тедингхаузен, Нижняя Саксония, ФРГ) — немецкий футболист, защитник клуба «Зандхаузен».

## Клубная карьера
Первым клубом высокого уровня для футболиста стал «Вердер», однако в составе основной команды Деннис на поле так и не появился и в 2009 году перешёл в «Нюрнберг». В бундеслиге дебютировал 8 августа 2009 года, в первом туре чемпионата, в матче против «Шальке 04». Матч закончился поражением «Нюрнберга» со счётом 1:2.
После окончания чемпионата 2009/10 был куплен «Гамбургом». Тренер клуба Армин Фе очень высоко отозвался о футболисте, особенно отметив его скорость.
В декабре 2015 года продлил контракт с «Гамбургом» на два с половиной года.
Карьера Дикмайера примечательна тем, что на профессиональном уровне, в составе первых команд своих клубов свой дебютный гол он забил лишь в 294-й игре. Это случилось 26 мая 2020 года в игре 28 тура Второй Бундеслиги. Выступая за «Зандхаузен», Деннис забил мяч в ворота висбаденского «Веена».